# Lista de pinturas de Henri Rousseau

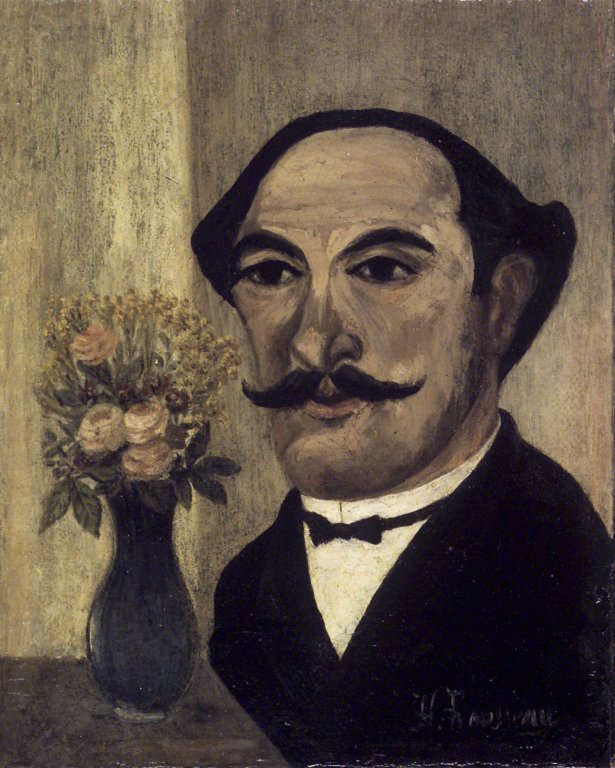
Autorretrato (1900-03), de Henri Rousseau

Esta é uma lista de pinturas de Henri Rousseau, lista não exaustiva das pinturas de Henri Rousseau, mas tão só das que como tal estão registadas na Wikidata.
A lista está ordenada pela data de criação de cada pintura, estando as obras sem data de criação registada na Wikidata no início da lista. Como nas outras listas geradas a partir da Wikidata, os dados cuja designação se encontra em itálico significa que apenas têm ficha na Wikidata, não tendo ainda artigo próprio criado na Wikipédia.
Henri Rousseau (1844-1910) foi um pintor francês inserido no movimento moderno do pós-impressionismo. Conhecido como "Le Douanier" (por ser funcionário da alfândega, "douane" em francês) em referência ao seu emprego regular, pois não teve formação como pintor. Foi incentivado por artistas profissionais na década de 1880 a exibir as suas obras nos salões anuais. Mais tarde, a sua obra foi admirada por Picasso e pelos surrealistas.
| Imagem | Título                                                                                     | Data de publicação   | Retrata | Coleção                                           | Localização                            |
| ------ | ------------------------------------------------------------------------------------------ | -------------------- | --- | ------------------------------------------------- | -------------------------------------- |
|        | O Sonho                                                                                    | 1910                 | leão elefante mulher flor ave Sansevieria sofá macaco banana Plantae selva flauta Encantamento de serpentes Lua fruta | Museu de Arte Moderna                             | Manhattan                              |
|        | Tigre numa tempestade tropical                                                             | 1891                 | flor tigre tempestade raio árvore                                                                                     | National Gallery                                  | Cidade de Westminster                  |
|        | A Cigana adormecida                                                                        | 1897                 | leão lua cheia deserto ciganos                                                                                        | Museu de Arte Moderna John Quinn Art Collection   | Manhattan                              |
|        | A encantadora de serpentes                                                                 | 1907                 | curso de água mulher flauta transversal Lua ave paisagem reed serpente                                                | Museu de Orsay                                    | 7.º arrondissement de Paris            |
|        | Eu mesmo: Retrato - Paisagem                                                               | 1890                 | Henri Rousseau balão de ar quente Torre Eiffel paleta pincel nuvem                                                    | Galeria Nacional de Praga                         | Holešovice                             |
|        | Retrato de Monsieur X (Pierre Loti)                                                        | 1906                 | Pierre Loti homem | Museu das Belas Artes                             | Kreis 1 Zurique                        |
|        | Noite de Carnaval                                                                          | 1886                 | | Museu de Arte de Filadélfia                       | Filadélfia                             |
|        | A Guerra                                                                                   | década de 1890 1894  | cadáver cavalo raven espada mulher latifoliada nuvem tocha Salo Pute                                                  | Museu de Orsay                                    | 7.º arrondissement de Paris            |
|        | A Liberdade convidando Artistas a participar na 22ª Exposição dos Independentes            | década de 1900       | | Museu Nacional de Arte Moderna de Tóquio          | Parque Kitanomaru                      |
|        | A Musa inspirando o Poeta                                                                  | 1909                 | Guillaume Apollinaire Marie Laurencin casal mulher homem                                                              | Museu Pushkin                                     | Khamovniki                             |
|        | Menino nas rochas                                                                          | 1897                 | | Galeria Nacional de Arte                          | Washington, D.C.                       |
|        | O leão faminto atira-se ao antílope                                                        | 1905                 | selva leão antílope                                                                                                   | Fondation Beyeler                                 | Riehen                                 |
|        | Um centenário da Independência                                                             | 1892                 | | Museu J. Paul Getty                               | Los Angeles                            |
|        | Os Alegres Brincalhões                                                                     | 1906                 | selva ave macaco | Museu de Arte de Filadélfia                       | Filadélfia                             |
|        | Retrato de Madame M.                                                                       | década de 1890       | gato mulher latifoliada flor jardim guarda-chuva                                                                      | Museu de Orsay                                    | 7.º arrondissement de Paris            |
|        | Quai d'Ivry                                                                                | 1907                 | paisagem casa dirigível quai d'Ivry Rio Sena flue-gas stack                                                           | Bridgestone Museum of Art                         | Kyōbashi                               |
|        | Meadowland (a pastagem)                                                                    | 1910                 | | Bridgestone Museum of Art                         | Kyōbashi                               |
|        | O curral                                                                                   | década de 1890       | | Museu Nacional de Arte Moderna                    | Saint-Merri                            |
|        | A Torre Eiffel                                                                             | 1898                 | Torre Eiffel Rio Sena céu pôr do sol Paris                                                                            | Museu de Belas-Artes de Houston                   | Houston Texas                          |
|        | O Sena e a Torre Eiffel ao pôr do sol                                                      | década de 1890       | Torre Eiffel Rio Sena pôr do sol céu Sol Bandeira da França                                                           | Pola Museum of Art                                | Sengokuhara                            |
|        | Auto-retrato                                                                               | 1900                 | Henri Rousseau | Brooklyn Museum                                   | Brooklyn                               |
|        | Artilheiros                                                                                | década de 1890       | | Museu Solomon R. Guggenheim                       | Manhattan                              |
|        | Os jogadores de futebol                                                                    | 1908                 | futebol futebolista                                                                                                   | Museu Solomon R. Guggenheim                       | Manhattan                              |
|        | Flores em vaso                                                                             | década de 1900       | flor | Museu de Arte Moderna                             | Manhattan                              |
|        | O Repasto do Leão                                                                          | século XX            | floresta leão | Metropolitan Museum of Art                        | Manhattan                              |
|        | As margens do Bièvre perto de Bicêtre                                                      | 1908                 | floresta | Metropolitan Museum of Art                        | Manhattan                              |
|        | A selva equatorial                                                                         | 1909                 | selva árvore macaco ave Muscari neglectum flor                                                                        | Galeria Nacional de Arte                          | Washington, D.C.                       |
|        | Retrato da segunda esposa do artista                                                       | década de 1900       | | Museu Picasso                                     | Paris                                  |
|        | Retrato do artista com candeeiro a óleo                                                    | década de 1900       | | Museu Picasso                                     | Paris                                  |
|        | Encontro na floresta                                                                       | 1889                 | árvore | Galeria Nacional de Arte                          | Washington, D.C.                       |
|        | Floresta tropical com macacos                                                              | 1910                 | primatas selva serpente vara de pesca                                                                                 | Galeria Nacional de Arte                          | Washington, D.C.                       |
|        | Serração, subúrbios de Paris                                                               | século XIX           | | Art Institute of Chicago                          | Chicago                                |
|        | Dália e margaridas nm vaso                                                                 | 1904                 | | Art Institute of Chicago                          | Chicago                                |
|        | A Cascata                                                                                  | 1910                 | | Art Institute of Chicago                          | Chicago                                |
|        | Lago de Genebra                                                                            |                      | | Museu de Belas Artes de Boston                    | Boston                                 |
|        | Paisagem                                                                                   | 1909                 | árvore cerca | Museu de Arte de Filadélfia                       | Filadélfia                             |
|        | Paisagem com gado                                                                          | 1900                 | | Museu de Arte de Filadélfia                       | Filadélfia                             |
|        | Natureza-morta com flores                                                                  | 1905                 | | Museu de Arte de Filadélfia                       | Filadélfia                             |
|        | Rua de Aldeia                                                                              | 1909                 | estrada | Museu de Arte de Filadélfia                       | Filadélfia                             |
|        | Jovem de rosa                                                                              | década de 1900       | menina | Museu de Arte de Filadélfia                       | Filadélfia                             |
|        | Numa floresta tropical. Luta entre Tigre e Touro                                           | 1908                 | | Museu Hermitage                                   | São Petersburgo                        |
|        | Jardins de Luxemburgo. Monumento a Chopin                                                  | 1909                 | Frédéric Chopin Jardim de Luxemburgo                                                                                  | Museu Hermitage                                   | São Petersburgo                        |
|        | A festa de casamento                                                                       | 1905                 | cônjuge jardim cão ramo de noiva vestido de casamento latifoliada casamento religioso padre católico                  | Museu Orangerie                                   | 1.º arrondissement de Paris            |
|        | Navio na tempestade                                                                        | 1899                 | barco bandeira franceses mar tempestade ondas oceânicas de superfície                                                 | Jean Walter-Paul Guillaume Collection             | 1.º arrondissement de Paris            |
|        | Pescadores à linha                                                                         | 1908                 | árvore biplano casa pesca desportiva                                                                                  | Jean Walter-Paul Guillaume Collection             | 1.º arrondissement de Paris            |
|        | A fábrica de cadeiras em Alfortville                                                       | 1897                 | Alfortville arquitetura industrial caminho céu paisagem Rio Sena                                                      | Jean Walter-Paul Guillaume Collection             | 1.º arrondissement de Paris            |
|        | A Carroça do Sr. Junier                                                                    | 1908                 | mulher casal cão Henri Rousseau sentado cavalo latifoliada estrada                                                    | Jean Walter-Paul Guillaume Collection             | 1.º arrondissement de Paris            |
|        | Notre-Dame vista do Quai Henri IV                                                          | 1909                 | | Phillips Collection                               | Washington, D.C.                       |
|        | A vela rosa                                                                                | 1908                 | | Phillips Collection                               | Washington, D.C.                       |
|        | Retrato do pai do artista                                                                  | 1905                 | | Museu Nacional de Belas Artes                     | Buenos Aires                           |
|        | Vista das Fortificações à esquerda da Porta de Vanves                                      | 1909                 | | Museu Hermitage                                   | São Petersburgo                        |
|        | Statue of Diana in the Park                                                                | 1909                 | estátua | Galerias Nacionais da Escócia                     | City of Edinburgh                      |
|        | A Família                                                                                  | década de 1890       | família | Fundação Barnes                                   | Merion Station Filadélfia              |
|        | Arredores de Paris                                                                         | 1895                 | | Fundação Barnes                                   | Merion Station Filadélfia              |
|        | Paisagem e quatro meninas                                                                  | 1895                 | | Fundação Barnes                                   | Merion Station Filadélfia              |
|        | O barco-lavandaria de Pont de Charenton                                                    | 1895                 | | Fundação Barnes                                   | Merion Station Filadélfia              |
|        | O Passado e o Presente, ou Pensamento Filosófico                                           | 1899                 | | Fundação Barnes                                   | Merion Station Filadélfia              |
|        | Retrato de mulher numa paisagem                                                            | década de 1890       | | Fundação Barnes                                   | Merion Station Filadélfia              |
|        | Macacos e papagaio na floresta virgem                                                      | década de 1900       | | Fundação Barnes                                   | Merion Station Filadélfia              |
|        | Vista do Quai d 'Asnières                                                                  | 1900                 | | Fundação Barnes                                   | Merion Station Filadélfia              |
|        | Surpresa desagradável                                                                      | 1901                 | | Fundação Barnes                                   | Merion Station Filadélfia              |
|        | Batedores atacados por um tigre                                                            | 1904                 | | Fundação Barnes                                   | Merion Station Filadélfia              |
|        | Mulher andando numa floresta exótica                                                       | 1905                 | | Fundação Barnes                                   | Merion Station Filadélfia              |
|        | Mulher com cesto de ovos                                                                   | década de 1900       | | Fundação Barnes                                   | Merion Station Filadélfia              |
|        | Vista do Parque Montsouris, o Quiosque                                                     | década de 1900       | | Fundação Barnes                                   | Merion Station Filadélfia              |
|        | A refeição do coelho                                                                       | 1908                 | | Fundação Barnes                                   | Merion Station Filadélfia              |
|        | Estudo para Vista da Ponte de Sèvres                                                       | 1908                 | | Fundação Barnes                                   | Merion Station Filadélfia              |
|        | Paisagem e Quatro Pescadores à linha                                                       | 1909                 | | Fundação Barnes                                   | Merion Station Filadélfia              |
|        | Buquê de flores                                                                            | década de 1910       | flor | Fundação Barnes                                   | Merion Station Filadélfia              |
|        | Buquê de flores com margaridas e tóquios                                                   | 1910                 | flor | Fundação Barnes                                   | Merion Station Filadélfia              |
|        | Buquê de flores                                                                            | década de 1910       | flor | Tate National Gallery                             | Cidade de Westminster                  |
|        | Cena em Bagneux, nos arredores de Paris                                                    | 1909                 | | Ohara Museum of Art                               | Kurashiki                              |
|        | Bancos do Oise                                                                             | 1905                 | Rio Oise árvore veleiro                                                                                               | Smith College Museum of Art                       | Northampton                            |
|        | Casa nos arredores de Paris                                                                | 1905                 | | Carnegie Museum of Art                            | Pittsburgh                             |
|        | O canal                                                                                    | 1905                 | | Yale University Art Gallery                       | New Haven                              |
|        | Colheita de Banana                                                                         | 1910                 | banana banana tree cabana carrying pole humano                                                                        | Yale University Art Gallery                       | New Haven                              |
|        | Estudo para: Casa de campo em St-Cloud                                                     | 1905                 | | Alte Nationalgalerie                              | Berlin-Mitte                           |
|        | Retrato de Frumence Biche em traje civil                                                   | 1891                 | Frumence Biche | Museu Internacional de Arte Naïf Anatole Jakovsky | Nice                                   |
|        | Retrato de mulher                                                                          |                      | mulher stage curtain guarda-corpo ave planta com flor cascata                                                         | Museu Picasso                                     | Paris                                  |
|        | A Musa que inspira o Poeta                                                                 | 1909                 | Marie Laurencin Guillaume Apollinaire                                                                                 | Museu das Belas Artes                             | Basileia                               |
|        | A criança com boneco                                                                       | 1892                 | menina flor boneca prado sentado                                                                                      | Jean Walter-Paul Guillaume Collection             | 1.º arrondissement de Paris            |
|        | A fábrica de cadeiras                                                                      | 1897                 | | Jean Walter-Paul Guillaume Collection             | 1.º arrondissement de Paris            |
|        | Arredores de Paris                                                                         | 1 de janeiro de 1901 | | Museu de Arte de Cleveland                        | Cleveland                              |
|        | Luta entre um Tigre e um Búfalo                                                            | 1908                 | predação selva | Museu de Arte de Cleveland                        | Cleveland                              |
|        | Os Representantes de Potências Estrangeiras vêm cumprimentar a República como sinal de paz | 1907                 | | Museu Picasso                                     | Paris                                  |
|        | Portão                                                                                     | 1890                 | | Instituto Courtauld                               | Cidade de Westminster                  |
|        | Flores num vaso                                                                            | década de 1890       | | Rhode Island School of Design Museum              | Providence                             |
|        | Um Canto do Parque em Bellevue, Outono, Pôr do sol                                         | 1902                 | | Rhode Island School of Design Museum              | Providence                             |
|        | Vaso de flores                                                                             |                      | | Detroit Institute of Arts                         | Detroit                                |
|        | Arredores de Paris                                                                         | 1909                 | | Detroit Institute of Arts                         | Detroit                                |
|        | Avenida no Parque de Saint-Cloud                                                           | 1908                 | | Museu Städel                                      | Frankfurt am Main                      |
|        | Os Pais                                                                                    | 1909                 | | Museu de Arte Moderna de Uehara                   | Shimoda                                |
|        | Paisagem com leiteiras                                                                     | 1906                 | | McNay Art Museum                                  | San Antonio                            |
|        | A masmorra                                                                                 | 1889                 | | Museu de Arte de Santa Bárbara                    | Santa Bárbara Condado de Santa Bárbara |
|        | Os bancos do Oise                                                                          | 1907                 | | Fogg Museum Museus de Arte de Harvard             | Cambridge                              |
|        | Vista do Quai d'Ivry, perto do Porto de Anglais, Sena                                      | 1900                 | | Baltimore Museum of Art                           | Baltimore                              |
|        | A Barragem                                                                                 |                      | | No/unknown value                                  |                                        |
|        | A Falésia                                                                                  | 1895                 | | Jean Walter-Paul Guillaume Collection             | 1.º arrondissement de Paris            |
|        | O artista pintando sua esposa                                                              | década de 1900       | | No/unknown value Museu Nacional de Arte Moderna   | Saint-Merri                            |
|        | Vista de St. Cloud                                                                         | 1909                 | | Museu de Israel                                   | Jerusalém                              |
|        | Estudo para Família na Pesca                                                               | 1895                 | | Museu de Israel                                   | Jerusalém                              |
|        | Flores num vaso                                                                            | 1909                 | | Albright–Knox Art Gallery                         | Buffalo                                |
|        | Passeante e criança                                                                        | década de 1900       | | Dallas Museum of Art                              | Dallas                                 |
|        | Paisagem com ruínas                                                                        | 1906                 | | Pola Museum of Art                                | Sengokuhara                            |
|        | Eva no Jardim do Éden                                                                      | 1908                 | | Pola Museum of Art                                | Sengokuhara                            |
|        | Selva com Leão                                                                             | 1904                 | | Pola Museum of Art                                | Sengokuhara                            |
|        | Paisagem com o Dirigivel Republique e um Avião Wright                                      | 1909                 | | Pola Museum of Art                                | Sengokuhara                            |
|        | O Moulin d'Alfort                                                                          | 1895                 | | Pola Museum of Art                                | Sengokuhara                            |
|        | Charenton-le-Pont                                                                          | década de 1900       | | Pola Museum of Art                                | Sengokuhara                            |
|        | Rua nos subúrbios                                                                          | 1896                 | | Museu de Arte Fred Jones Jr.                      | Oklahoma                               |
|        | Caça ao tigre                                                                              | 1895                 | | Museu de Arte de Columbus                         | Columbus                               |
|        | Vista das Fortificações                                                                    | 1909                 | | Museu de Arte de Hiroshima                        | Motomachi                              |
|        | Paisagem Tropical: Índio Americano lutando com um Gorila                                   | 1910                 | | Museu de Belas Artes da Virgínia                  | Richmond                               |
|        | Vista da Île de la Cité, Paris                                                             | década de 1890       | | Ackland Art Museum                                | Carolina do Norte                      |
|        | Criança com uma boneca na paisagem                                                         |                      | | Southampton City Art Gallery                      | Southampton                            |
|        | Paisagem com azenha                                                                        | 1896                 | | Museu de Arte de Gotemburgo                       | Gotemburgo                             |
|        | Landscape with clocktower                                                                  | 1890                 | | Hahnloser Collection in Villa Flora               | Mattenbach                             |
|        | Eva e a serpente                                                                           | década de 1900       | Eva serpente | Hamburger Kunsthalle                              | Hamburg-Mitte                          |
|        | O Quai d'Austerlitz                                                                        | 1908                 | | Museu das Belas Artes                             | Basileia                               |
|        | Floresta virgem ao pôr do sol                                                              | 1909                 | | Museu das Belas Artes                             | Basileia                               |
|        | A cidade industrial                                                                        | 1905                 | | Yoshino Gypsum                                    |                                        |
|        | Paisagem com Fábrica                                                                       | 1904                 | | Museu de arte Menard                              | Komaki                                 |
|        | Passeio na floresta                                                                        | 1886                 | Bosque de Saint-Germain-en-Laye                                                                                       | Museu das Belas Artes                             | Kreis 1 Zurique                        |
|        | Paisagem exótica                                                                           | 1908                 | | No/unknown value                                  |                                        |
|        | Retrato de Léon-Paul Fargue                                                                | 1896                 | |                                                   |                                        |
|        | Vista da Ponte de Sèvres                                                                   | 1908                 | Ponte de Sèvres | Museu Pushkin                                     | Khamovniki                             |
|        | Malakoff                                                                                   | 1898                 | | No/unknown value                                  |                                        |
|        | Vista da ponte de Grenelle                                                                 | 1892                 | Ponte de Grenelle | Musée d'Art Naïf et d'Arts Singuliers             | Laval                                  |
|        | Batalha de Champigny - Episódio da guerra de 1870                                          | 1882                 | Battle of Villiers | Musée des Beaux-Arts de la ville de Paris         | 8.º arrondissement de Paris            |
|        | A menina com uma boneca e duas margaridas                                                  | 1890                 | | No/unknown value                                  |                                        |
|        | The Beauty and the Beast                                                                   | 1908                 | | Scharf-Gerstenberg Collection                     | Berlim                                 |
|        | Die Liebe der Vögel                                                                        |                      | |                                                   |                                        |
|        | Jaguar Attacking a Horse                                                                   | 1910                 | Múlin Panthera onca selva                                                                                             | Museu Pushkin                                     | Khamovniki                             |
|        | The Flamingoes                                                                             | 1907                 | Phoenicopteridae planta aquática flor palmeira shore selva ave                                                        | No/unknown value                                  |                                        |
|        | Apes in the Orange Grove                                                                   | 1910                 | | No/unknown value                                  |                                        |
|        | Exotic Landscape                                                                           | 1910                 | | Norton Simon Museum                               | Pasadena                               |
|        | Deux Lions à l'affût dans la jungle                                                        | século XX            | selva leão |                                                   |                                        |
|        | Promeneurs dans un parc                                                                    | século XX            | | Museu Orangerie                                   | 1.º arrondissement de Paris            |
|        | Portrait of Joseph Brummer                                                                 | 1909                 | Joseph Brummer | National Gallery                                  |                                        |
|        | Happy Quartet                                                                              | 1902                 | | No/unknown value                                  |                                        |
|        | Paysage d'Alger                                                                            | 1880                 | | No/unknown value                                  |                                        |
|        | Zur Feier des Kindes !                                                                     | 1903                 | | Kunstmuseum Winterthur \| Beim Stadthaus          | Zurique Winterthur                     |
|        | Still-life with cherries                                                                   | 1907                 | | Museu Nacional de Arte Moderna                    | Saint-Merri                            |
|        | Blick auf den Weg von Passy                                                                | década de 1890       | Passerelle de Passy                                                                                                   | MASI Lugano                                       | Lugano                                 |
|        | View from the Pont de Grenelle, Trocadéro                                                  | 1891                 | | MASI Lugano                                       | Lugano                                 |
|        | Tigerjagd                                                                                  | 1907                 | | Museu de Belas Artes                              | Berna                                  |
|        | Village Landscape with Figures                                                             | 1 de janeiro de 1902 | | Brooklyn Museum                                   | Brooklyn                               |
|        | Paysage, le pont                                                                           |                      | | Insel Hombroich Foundation                        | Neuss                                  |
|        | United Family                                                                              | 1896                 | | Simose Art Museum                                 | Otake                                  |
|        | Landscape with Tiger and Hunters                                                           | 1907                 | | National Museum of Wildlife Art                   | Jackson                                |